# NGC 813
NGC 813 é uma galáxia espiral barrada (SB0-a) localizada na direcção da constelação de Hydrus. Possui uma declinação de -68° 26' 21" e uma ascensão recta de 2 horas, 1 minutos e 36,1 segundos.
A galáxia NGC 813 foi descoberta em 24 de Novembro de 1834 por John Herschel.